# Hard Rain
Hard Rain is een Amerikaanse film uit 1998 geregisseerd door Mikael Salomon. De hoofdrollen worden vertolkt door Morgan Freeman en Christian Slater.

## Verhaal
Het Amerikaanse stadje Huntinburg dreigt overstroomd te worden door de Mississippi. De bewoners worden uit voorzorg geëvacueerd en alle bezittingen worden getransporteerd. De beveiligingsbeambte Tom en zijn oom Charlie zijn verantwoordelijk voor het geldtransport ter waarde van drie miljoen dollar. Ze komen echter vast te zitten en lanceren een noodsignaal maar dat wordt onderschept door Jim en zijn bende. Tom kan ontsnappen met het geld en verstopt het ergens. Maar dan blijkt dat iedereen achter Tom zit om het geld terug te krijgen.

## Rolverdeling
| Acteur              | Personage   |
| ------------------- | ----------- |
| Morgan Freeman      | Jim         |
| Christian Slater    | Tom         |
| Randy Quaid         | Sheriff     |
| Minnie Driver       | Karen       |
| Edward Asner        | Oom Charlie |
| Michael A. Goorjian | Kenny       |
| Dann Florek         | Mr. Mehlor  |
| Ricky Harris        | Ray         |
| Mark Rolston        | Wayne Bryce |
| Peter Murnik        | Phil        |
| Richard Dysart      | Henry Sears |